# Cuphea congesta
Cuphea congesta är en fackelblomsväxtart som beskrevs av S. A. Graham och T. B. Cavalcanti. Cuphea congesta ingår i släktet blossblommor, och familjen fackelblomsväxter. Inga underarter finns listade i Catalogue of Life.